# سیروسواویتسه (استان اشوی‌داشکسیه)
سیروسواویتسه (به لهستانی: Sierosławice) یک منطقهٔ مسکونی در لهستان است که در گمینا کونگسکیه واقع شده‌است. سیروسواویتسه ۶۵۰ نفر جمعیت دارد.